# Lesní pedagogika
Lesní pedagogika je forma environmentálního vzdělávání, která probíhá v lese. Lesník, který je vyškolený na lesního pedagoga, vysvětluje účastníkům vzdělávacích programů, jak les funguje a co v něm najdeme. Les je využíván jako učebna i herna. Mottem lesní pedagogiky je „O lese učit v lese.“

## Vznik a historie lesní pedagogiky
Idea lesní pedagogiky vznikla v 60. letech v USA a za jejího zakladatele je považován Joseph Cornell z Kalifornie. Během let se rozšířila v Americe, dostala se do Švýcarska a následně do celé Evropy. V České republice se objevila lesní pedagogika již v 90. letech 20. století. Největší rozmach zaznamenala po roce 2001. V této době byli v Rakousku vyškoleni čeští lesní pedagogové a v ČR se začaly pořádat kurzy lesní pedagogiky.
Dnes certifikované kurzy pro lesní pedagogy pořádá Střední lesnická škola v Hranicích. Lesní pedagogiku podporují mnohé lesnické organizace a ty také pořádají různé akce a programy pro veřejnost. Lesní pedagogy můžeme najít v městských lesích, Lesích České republiky, Ústavu pro hospodářskou úpravu lesů Brandýs nad Labem, organizaci Vojenské lesy a statky a také v lesích některých soukromých vlastníků.

## Cíle lesní pedagogiky
Hlavním cílem lesní pedagogiky je zlepšit vztah člověka k lesu, podporovat pochopení lesa jako prostoru pro zvířata a také lidi učit ohleduplnému chování v lese.
Dalším cílem je učit návštěvníky lesa vnímat okolní přírodu, všímat si rostlin a zvířat, pojmenovávat a také jim vysvětlit, jak les funguje a proč je pro nás důležitý. Lesní pedagogové mají také za úkol v lidech vzbuzovat zájem o les a snažit se jim představit lesní společenství všemi smysly. Také učí návštěvníky lesa pečovat o přírodu a chránit ji. Měli by také vysvětlovat základní principy hospodaření v lese a posilovat kladný vztah ke dřevu jako surovině.

## Cílová skupina lesní pedagogiky
Cílovou skupinou lesní pedagogiky tvoří lidé různého věku od dětí z mateřských, základních a středních škol přes vysokoškolské studenty, dospělé a rodiny s dětmi až k seniorům, handicapovaným nebo nejrůznějším zájmovým skupinám. V České republice jsou programy lesní pedagogiky zaměřeny nejčastěji na děti ze základních škol.

## Mezinárodní spolupráce v lesní pedagogice
V letech 2004-2007 se Česko účastnilo mezinárodního projektu PAWS (Pädagogische Arbeit im Wald - ein Seminarkonzept für Förster). Spolu s ČR se na projektu podílelo Německo, Rakousko, Slovensko, Velká Británie a Finsko. Cílem projektu bylo vytvořit kurz pro lesníky a poskytnout jim odborné znalosti z oblasti pedagogiky. Výstupem projektu bylo výukové CD a učebnice pro lesní pedagogy a také vypracované osnovy kurzu.
Dalším projektem, do kterého se Česká republika zapojila, je Case Forest: pedagogic towards sustainable development. Na tomto mezinárodním projektu se podíleli pedagogové i lesníci z osmi evropských zemí. Projekt probíhal v letech 2008-2010. Hlavním úkolem projektu bylo zvýšit povědomí učitelů základních škol o významu trvale udržitelného rozvoje.